# Louvre
A Louvre Párizs központi részén, a Szajna jobb partján található nemzeti múzeum, a világ egyik legismertebb és 1793 óta a francia főváros legnagyobb kiállítóhelye.
Az európai képzőművészetek gyűjteménye mellett egyiptomi, iszlám, keleti, görög, római és etruszk emlékek is megtekinthetők.

## Története
A Louvre Párizs egyik legismertebb középülete, amely mind architektúrája, mind a benne elhelyezett múzeum révén világhírű. Nevét a hagyomány szerint egy farkasvadász-kastélyról kapta (Lupara, Louverie).
Az első épületet ezen a helyen 1204-ben II. Fülöp Ágost királyi kastélynak építtette. A mai épület negyedrészét tevő várszerű épületet a 14. században V. Károly király gótikus stílusban átalakíttatta 1364 és 1380 között. I. Ferenc 1527-ben részben lebontatta és újjáépíttette, majd 1546-ban Pierre Lescot-t egy új, nagyszabású palota terveinek elkészítésével bízta meg; e munkák reneszánsz stílusú kivitelezése már II. Henrik korába esik. Később a terv mind nagyobb szabású lett és különösen Medici Katalin királyné volt az, aki az építkezést minden erejével előmozdította; Pierre Chambiges-zsal ő építtette a szajnai egyemeletes szárnyat (Petite Galerie), és ő kezdte meg a Tuileriák felé vezető Grande Galerie-t. XIII. Lajos korában kezdődött a Louvre nagyszabású, a réginek négyszeresére tervezett kiépítése (Lemercier), majd XIV. Lajos alatt nagy erővel folytatódott (Levau és Claude Perrault). Később, amikor XIV. Lajos érdeklődését Versailles foglalta le, a Louvre körül minden elcsöndesedett, mígnem I. Napóleon francia császár Percier és Fontaine által az épületet restauráltatta, s a Tuileriákkal új összekötő galériát létesíttetett. Az építkezés III. Napóleon császár alatt fejeződött be egy-egy hatalmas északi és déli pavillonnal, amelyek az „új“ Louvre-t alkotják, ellentétben a nagy keleti udvart körülzáró „régi“ Louvre-ral. A Visconti és Leufel építészek által megtervezett újjáépítés következtében a Louvre és a Tuileriák egyetlen óriási palotává tömörült, amelyben az udvartartás, a minisztériumok, a múzeum, a képtár, kertek, katonai dísztér, lovaglóiskola is elfértek. A Tuileriák palotájának leégése (1871) óta ma már a pénzügyminisztériumon kívül csak a múzeum van a Louvre-ban.
A Louvre architektúrája a reneszánsz kezdetei óta jóformán múzeuma a francia építészetnek és ha művészeti szempontból nem is egészen egységes, hatalmas arányai, gazdag és változatos architektúrája révén egyike az újabbkori építőművészet reprezentatív alkotásainak.
Panorámakép a Louvre-ról 1908-ból
Panorámakép a Louvre-ról 2006-ból (a Carrousel tértől kezdve)

## A piramis

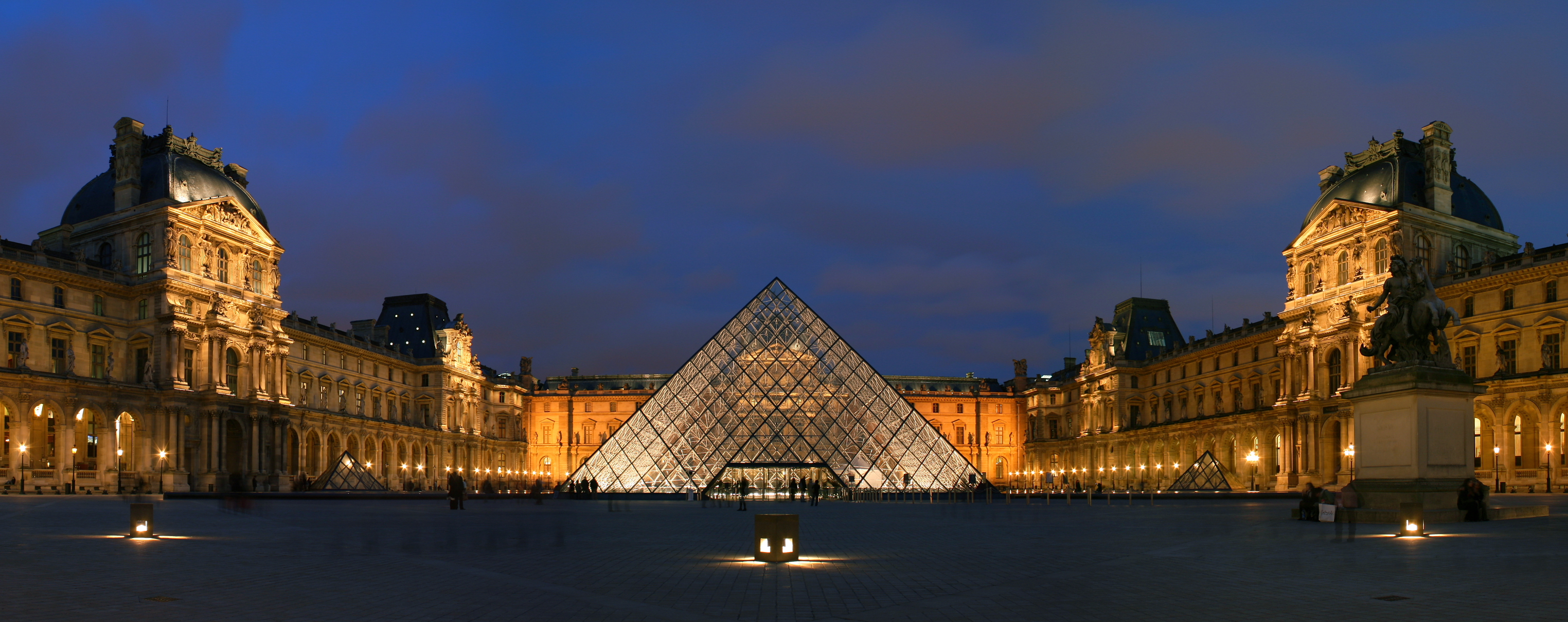
A Louvre piramisa

A Louvre épülete által határolt téren a 20. században üvegpiramist emeltek acélból, alumíniumból és üvegből, amely 21,65 m magas, oldalhosszúsága 35,4 m és 666 üveglapból áll.
Ez utóbbi adat cáfolata:
„1983-ban az akkori francia elnök, François Mitterrand felkérte Ieoh Ming Pei, a neves kínai születésű amerikai építész tervezőirodáját a Louvre kibővítésére, modernizálására. Pei megtervezte az egyiptomi piramisokat idéző, acélból és üvegből alkotott modern építményt, amely ma is megosztja a párizsiakat. 1989-ben adták át a Louvre piramisát, amelynek magassága 21 méter, oldalhosszúsága 35 méter, üvegtábláinak száma pedig vitatott.”
Dan Brown A Da Vinci-kód című sikerkönyve részben a Louvre-ban játszódik. A könyvben szerepel egy mondat, amely a piramis üvegtábláira vonatkozik. „…a piramist, Mitterrand elnök kifejezett kívánságára, pontosan 666 üvegtáblából építették – különös kívánság, amelyet széltében-hosszában tárgyaltak az összeesküvés-elmélet kedvelői, arra hivatkozva, hogy a 666 a Sátán száma.” (GABO Kiadó, 2004, ford. Bori Erzsébet).
Még a piramis elkészülte előtt, az 1980-as években kapott szárnyra az a városi legenda, hogy az építmény pontosan 666 üveglapból áll, főleg a modern, hideg acél-üveg monstrum ellenzői terjesztették előszeretettel az alkotás infernális voltát alátámasztó információt.

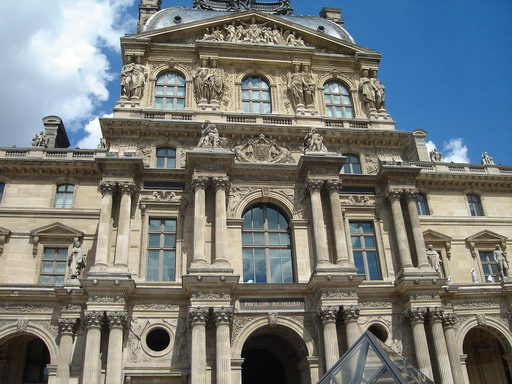
A Louvre homlokzata, a kép jobb alsó sarkában a piramis csúcsával

Hivatalosan ez a szám sehol sem jelenik meg. A Louvre múzeum tájékoztatása szerint a piramis összesen 673 üvegtáblából áll (603 rombusz alakú és 70 háromszög alakú, 2,1 cm vastagságú). I. M. Pei tervezőirodája úgy nyilatkozott, hogy a piramisban lévő üveglapok száma 698.
„Az ellentmondásos eredmények fényében természetesen többekben felmerült, hogy megszámolják a konstrukció üvegtábláit, de a számlálók eltérő eredményekre jutottak, így nincs elfogadott válasz egyelőre. A táblák száma azonban mindegyik számlálás során 666-nál több volt.”

## A Louvre-stílus
A francia reneszánsz stílusnak az a fajtája, amely olasz minták némi utánzásával legkorábban keletkezett, és amelyet a Louvre-palotán különösen Pierre Lescot juttatott kifejezésre.

## Galéria

Leonardo da Vinci: Mona Lisa (olaj, nyárfa, 1503–1506 körül - 1517 körül)

- Quentin Massys:
 A pénzváltó és felesége
 (olaj fa, 1514)
- Giuseppe Arcimboldo:
 Tavasz
 (olaj, vászon, 1573)
- Giambattista Pittoni:
 Susanna and the Elders
 (olaj, fa, 1720)
- Jean Auguste Dominique Ingres:
 A "nagy" Odaliszk
 (olaj, vászon, 1814)
- François Boucher:
 Diana kiszáll a fürdőből
 (olaj, vászon, 1742)
- Jacques-Louis David:
 Horatiusok esküje 
 (olaj, vászon, 1784)
- Jacques-Louis David:
 Napóleon megkoronázása
 (olaj, vászon, 1805 és 1807 között)
- Jean-Antoine Watteau:
 A bohóc
 (olaj, vászon, 1718 és 1719 között)
- Edgar Degas:
 Balett
 (pasztell, 1878)
- Théodore Géricault:
A medúza tutaja
 (olaj, vászon, 1818/1819)
- Ismeretlen festő:
 Gabrielle d'Estrées és Duchesse de Villars portréja
 (olaj, fa, 1594 körül)
- Georges de La Tour:
 A hamiskártyás
 (1620/1630 körül)
- Eugène Delacroix:
 A szabadság vezeti a népet
 (olaj, vásznon, 1830)
- Jan Vermeer:
 A csillagász
 (olaj, vásznon, 1668)
- Albrecht Dürer:
Önarckép iringóval
 (olaj, pergamen vászonra ragasztva, 1493)
- Paolo Veronese:
A kánai menyegző
 (olaj, vásznon, 1563)